# 霍恩洛厄-朗根堡
霍恩洛厄-朗根堡（德語：Hohenlohe-Langenburg）是德國歷史上的一個邦國，由霍恩洛厄家族的主系統治。

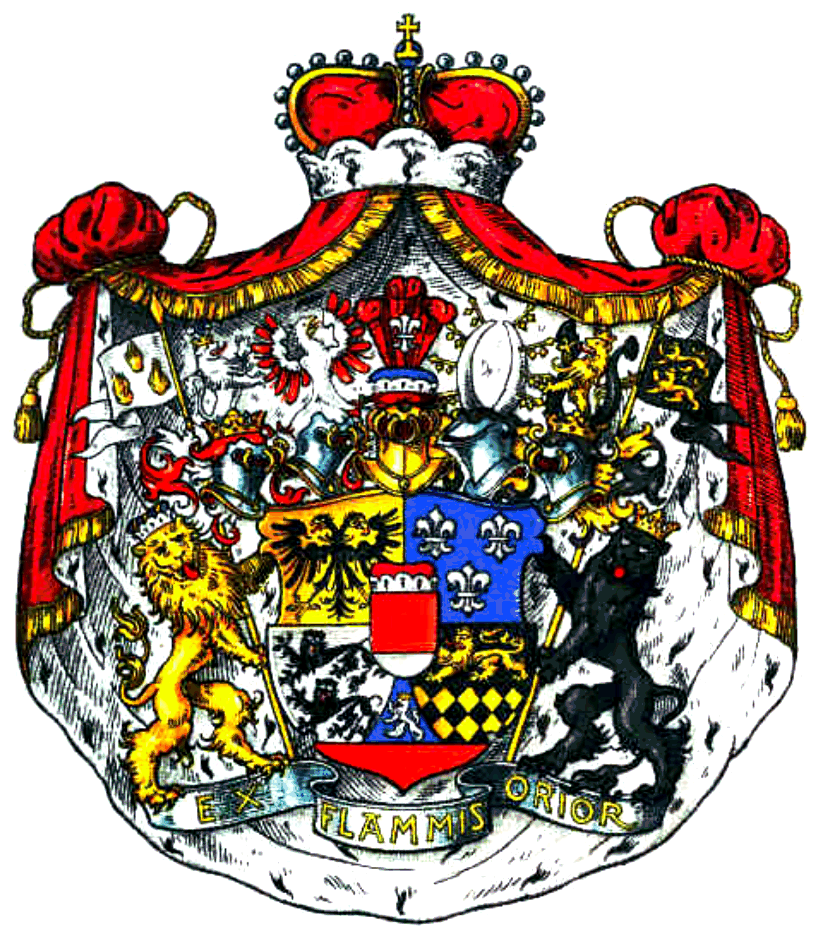

## 親王
1. 路德維希，1764—1765
2. 克里斯蒂安·阿爾布雷希特，1765—1789
3. 卡爾·路德維希一世，1789—1825
4. 恩斯特一世，1825—1860
5. 卡爾·路德維希二世，1860
6. 赫爾曼，1860—1913
7. 恩斯特二世，1913—1918